# Hlobîne
Hlobîne (în ucraineană Глобине) este orașul raional de reședință al raionului Hlobîne din regiunea Poltava, Ucraina. În afara localității principale, mai cuprinde și satele Cerevani, Kordubanove, Novodorojnie, Novomoskovske, Semîmohîlî, Șepelivka și Starîi Hutir.

## Demografie
Componența lingvistică a orașului Hlobîne
     Ucraineană (95,41%)
     Rusă (4,06%)
     Alte limbi (0,31%)
Conform recensământului din 2001, majoritatea populației orașului Hlobîne era vorbitoare de ucraineană (95,41%), existând în minoritate și vorbitori de rusă (4,06%).